# Botryllus arenaceus
Botryllus arenaceus är en sjöpungsart som beskrevs av Monniot 1988. Botryllus arenaceus ingår i släktet Botryllus och familjen Styelidae. Inga underarter finns listade.